# أندريه وليامز (لاعب كرة قدم أمريكية)
أندريه وليامز (بالإنجليزية: Andre Williams) هو لاعب كرة قدم أمريكية أمريكي، ولد في 28 أغسطس 1992 في بكبسي في الولايات المتحدة.

## وصلات خارجية
- أندريه وليامز على موقع مرجع كرة القدم المحترفة.كوم (الإنجليزية)